# Sa Rocca und Su Lampu

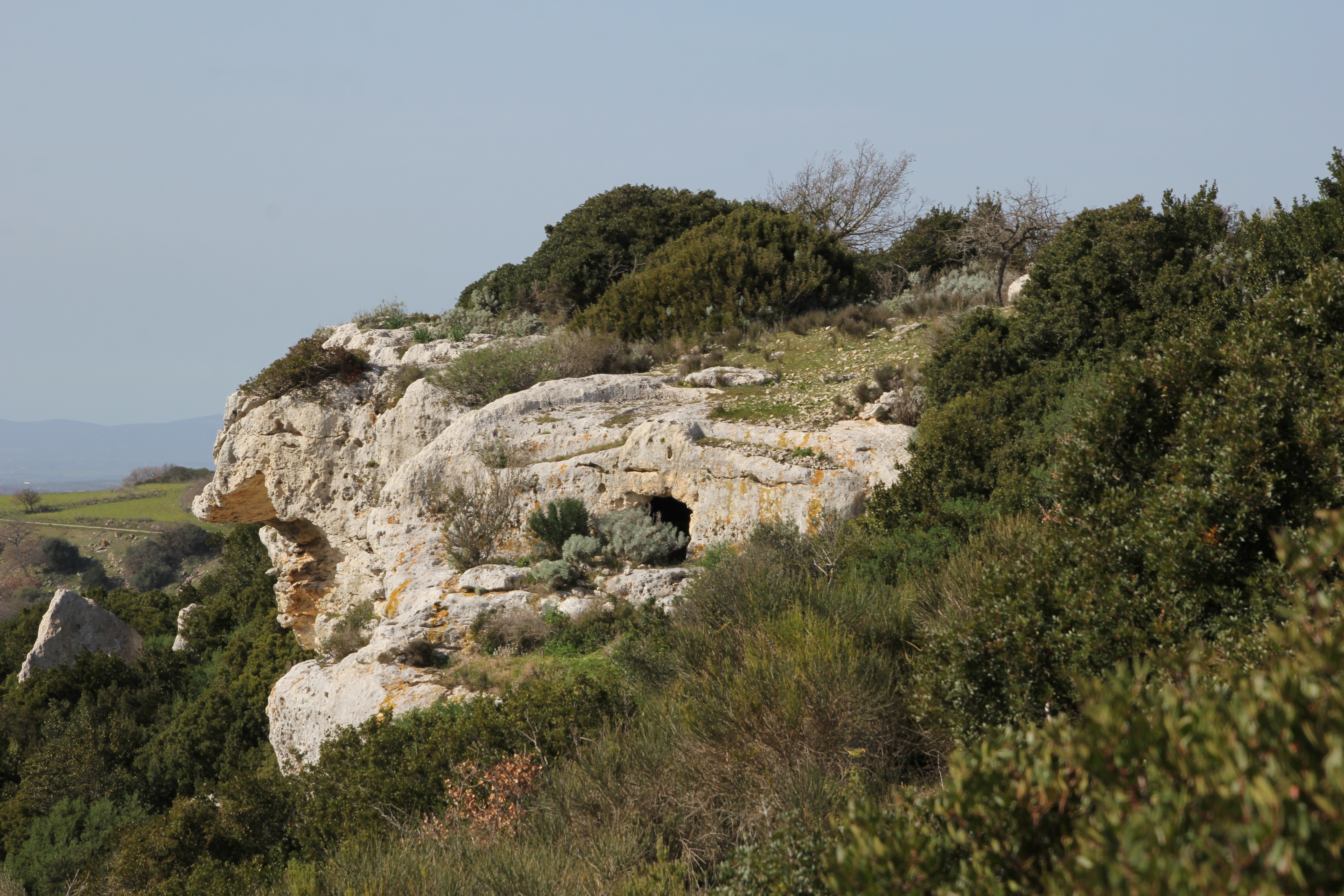
Sa Rocca und Su Lampu

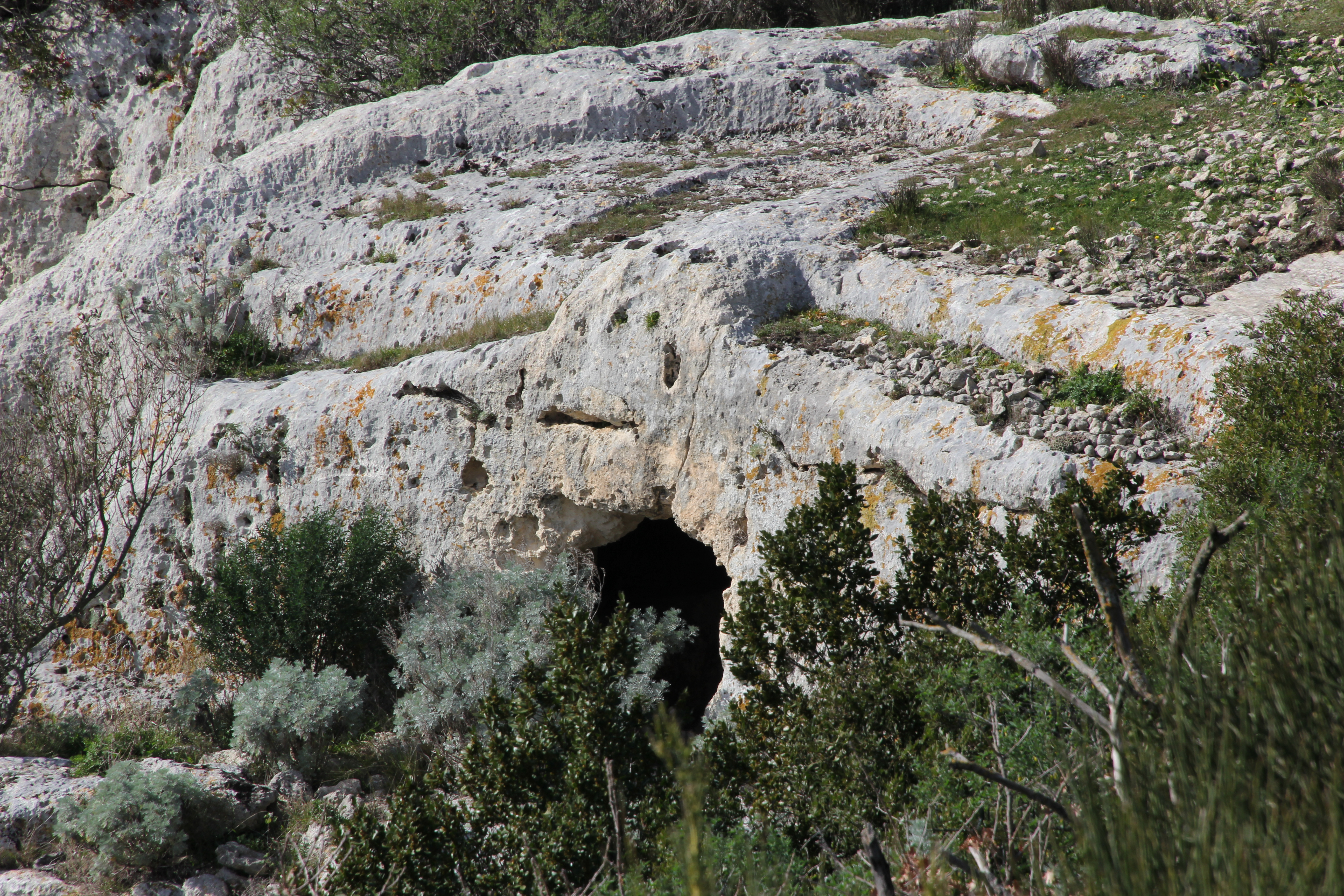
Sa Rocca und Su Lampu

Die Domus de Janas von Sa Rocca und Su Lampu (italienisch Sa Rocca ’e Su Lampu) sind Felsengräber in einer niedrigen, steilen Felswand am Rande eines Kalkstein-Plateaus, südlich von Florinas in der Metropolitanstadt Sassari auf Sardinien.
Die Front der Anlagen der Bonnanaro-Kultur ist architektonisch nach Art der älteren Gigantengräber mit Portalstele (italienisch Domus a prospetto architettonico) gestaltet worden. Diese Gestaltung ist im Bereich um Ossi und Florinas häufiger anzutreffen. Die etwa rechteckigen, eckengerundeten Kammern von Sa Rocca haben eine Seitennische. Die eckengerundete kleine Kammer hat auf halber Höhe links eine Seitennische, die bei Sos Montigios sogar beidseitig orhanden ist.
Sa Rocca und Su Lampu haben Ähnlichkeit mit den in der Nähe liegenden Domus de Janas von Mesu ’e Montes, Molafa und Su Carralzu. Das nahe Enas de Cannuja ist ein mehrzelliges Felsgrab.